# BCL-M5
El BCL-M5 es un transporte blindado de personal fabricado en Argelia por la Base Logística Central (BCL) de Béni Mered, que es un establecimiento público industrial y comercial (EPIC) dependiente del Ministerio de Defensa de Argelia. Diseñado en 1991 y entró en servicio en 1993, lleva el nombre de la Base Logística Central (BCL).

## Características
El vehículo blindado BCL-M5 desarrollado por la Base Logística Central es un vehículo blindado de cuatro ruedas de forma y tamaño similar a los de los BTR rusos y que puede equiparse con un cañón de 25 mm.
Con un sistema de tracción total 4×4, este vehículo blindado fue construido sobre las bases de un camión SNVI m120 que contiene un motor alemán F6L912 KHD Deutz con una capacidad de 120 hp, el cual es 100% de fabricación local bajo la licencia de Deutz, y hay dos puertas a cada lado del vehículo para el conductor y el comandante de la junta, y hay aberturas en el techo y una pequeña con pequeñas ventanas a ambos lados y un total de 8 para disparando, transportando 8 personas completamente armadas + 2 miembros de la tripulación.
El blindaje del BCL-M5 es capaz de proteger a los ocupantes del vehículo contra impactos de municiones perforantes de calibre 7,62 mm, mientras que la parte delantera puede resistir impactos de municiones de calibre 14,5 mm.
El vehículo también cuenta con un piso en "V", lo que le proporciona un alto nivel de protección contra minas y artefactos explosivos improvisados (IED). Puede resistir la explosión de una mina de 8 kg, característica que puede mejorarse aún más, si es necesario, llevando módulos de blindaje adicionales.

## Armamento
Este transporte de tropas puede equiparse con una amplia variedad de sistemas de armas montados en torretas y controlados remotamente.
Por lo general, se combina con una ametralladora de control remoto de 7,62 mm, junto con un lanzagranadas automático de 40 mm. Sin embargo, puede transportar sistemas de armas con un calibre de hasta 90 mm.

## Operadores
- Argelia: Utilizado por el Ejército Nacional Popular durante la guerra civil que vivió este país cuando las principales potencias occidentales suspendieron sus entregas de armas.